# Atriplex codonocarpa
Atriplex codonocarpa är en amarantväxtart som beskrevs av Paul G. Wilson. Atriplex codonocarpa ingår i släktet fetmållor, och familjen amarantväxter. Inga underarter finns listade i Catalogue of Life.